# Владислав Буковинський
Владислав Буковинський (пол. Władysław Bukowiński; 22 грудня 1904 (4 січня 1905), Бердичів— 3 грудня 1974, Караганда)— католицький священник, настоятель кафедральної парафії в Луцьку, в'язень ГУЛАГу, довголітній місійний душпастир Казахстану і цілої Середньої Азії, проповідник, блаженний Католицької церкви.

## Життєпис
Владислав Буковинський народився 22 грудня 1904 (4 січня 1905) за старим стилем у Бердичеві. Початкову освіту отримав удома. 1914 року вступив до російськомовної гімназії в Києві. 1917 року продовжив навчання у польськомовній гімназії у Проскурові (тепер Хмельницький).
1920 року сім'я Буковинських виїжджає до Кракова. Склавши екстерном іспити на атестат зрілості, 1921 року Владислав Буковинський вступив на факультет права Яґеллонського університету. Успішно закінчивши навчання на правничому факультеті 1926 року, Владислав продовжує студії на теологічному факультеті.
28 вересня 1931 року він отримує священницький сан. Дістає призначення вікарієм у Рабці та Сухій Бескидській Краківської архідієцезії.
У 1936–39 роках працює викладачем катехетики і соціології у Вищій духовній семінарії в Луцьку. З 1938 року — генеральний секретар Дієцезіяльного Інституту католицької акції, директор Вищого інституту релігійних знань і заступник редактора «Католицького життя». Увесь цей час отець Владислав також викладає релігію в школах міста. 1939 року отець Владислав Буковинський стає настоятелем кафедральної парафії в Луцьку.
17 вересня 1939 року в Луцьк увійшли радянські війська. Отець Владислав, крім своїх прямих обов'язків, опікується в'язнями та їхніми сім'ями. У луцьких в'язницях люди мерли від голоду, тож духівник діставав та передавав для них харчі, а також підтримував їх духовно. 1941 року його було засуджено за ст. 54–10 ч. 1 і 54–12 КК УРСР на 8 років виправно-трудових таборів (рос. ИТЛ (исправительно-трудовые лагеря)). 23 червня всіх в'язнів Луцької тюрми, серед яких був і священник, розстріляли, проте куля не зачепила його і він чудом уник смерті. Він лежав під тілами своїх загиблих товаришів і вділяв їм розгрішення, і тільки вночі йому вдалося вибратися.
Під час подій волинської трагедії 1943–1944 років служив чим міг усім потерпілим — без огляду на народність чи віросповідання. Він допомагає знайти роботу, дає їжу, оплачує навчання дітей.
З другим приходом «совєтів» у ніч, з 3 на 4 січня 1945 року, отець Владислав був заарештований разом із луцьким єпископом Адольфом-Петром Шельонжком та іншими священниками, що працювали в Луцьку. 1946 року він був осуджений за ст. 54–1 «а» і 54–11 КК СРСР на 10 років виправно-трудових колоній.
У 1946–1950 роках отець Владислав перебував у челябінських таборах, на лісоповалі. У таборі було багато вірян, зокрема й християн різних конфесій. Отець Владислав проводив своєрідні «екуменічні конференції», його згадують як терпеливу і толерантну людину — якщо між кимсь виникали суперечки, то гасив їх саме отець.
10 серпня 1954 року Владислав Буковинський повністю відбув термін ув'язнення і був звільнений.

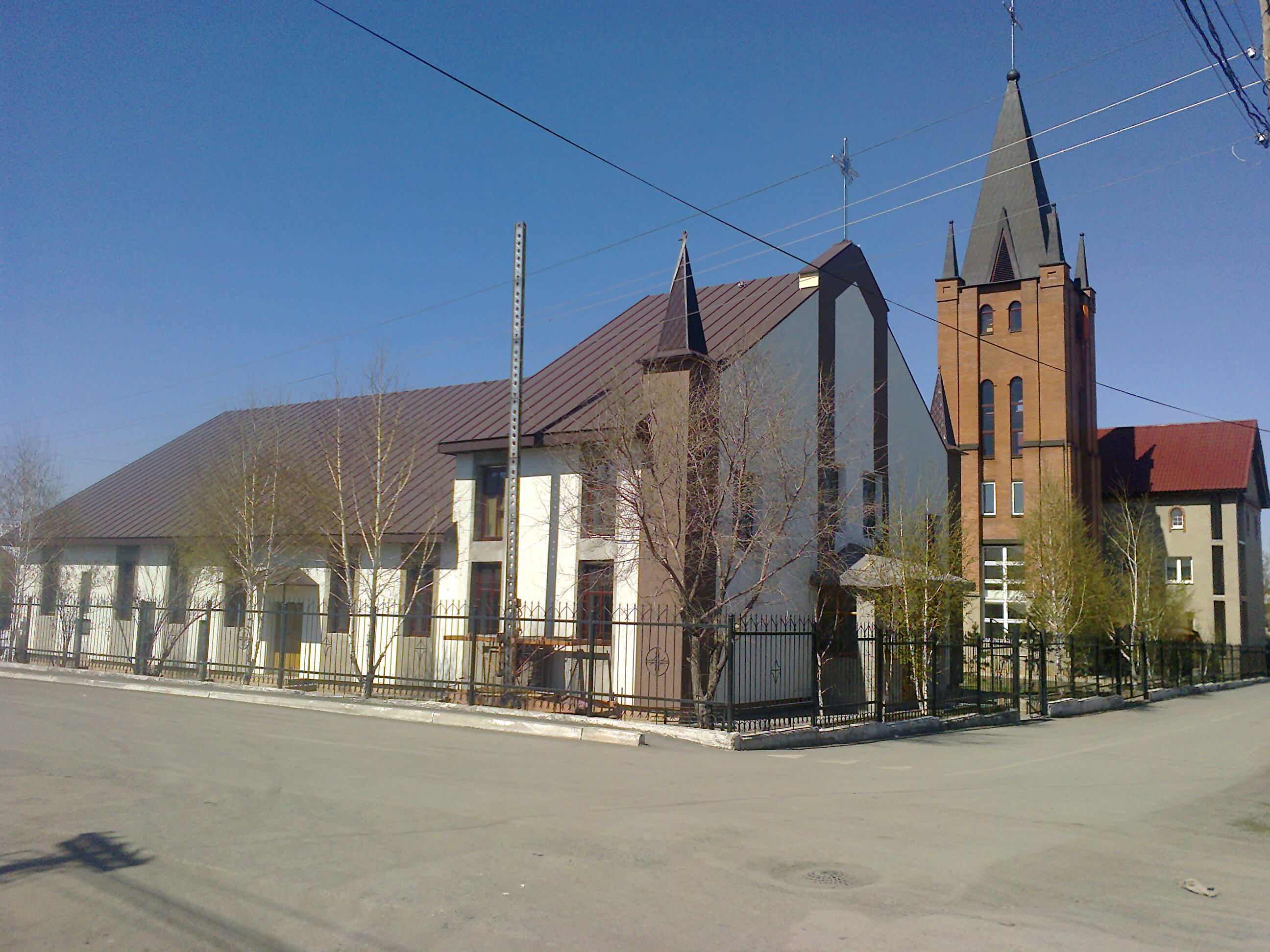
Собор Святого Йосифа (Караганда).

Як «політичний» священник після табору був відправлений на адміністративне заслання на три роки до Караганди у Казахстані з умовою обов'язкової щомісячної реєстрації і праці у вказаних закладах. Священник, який бачив величезну потребу людей, засланих у ці краї, ревно виконував своє пастирське служіння: таємно сповідав, причащав, звершував Святу Месу.
1955 року мав можливість виїхати до Польщі й отримати польське громадянство, однак він відмовився. У 1957–1958 роках здійснює довготривалі (від одного до чотирьох місяців) місійні поїздки по Казахстану, Узбекистану, Таджикистану.
3 грудня 1958 року його арештовують за нелегальні служби, «агітацію серед дітей та молоді та зберігання антирадянської літератури» і ув'язнюють на три роки в місцевості Чума Іркутського краю, а потім у таборі для «релігійних» у Соснівці.
Після виходу на свободу отець Владислав влаштувався нічним сторожем на будівництво. Це давало йому змогу мати вільний час, який він повністю присвячував служінню Богові та пастві. Храмів не було, Меса була заборонена, тому був змушений підпільно служити по домівках вірних католиків: поляків, українців, німців, росіян. У 1961–1969 роках працює у Казахстані. У 1965 і 1967 роках дістає дозвіл на поїздку до Польщі. Там він зустрічається з друзями, парафіянами, підліковується, але залишатися не хоче — у Караганді залишилася його паства, якій він потрібен. 1973 року через хворобу знову їде до Польщі, де два місяці проводить у шпиталі в Кракові.
1974 року стан його здоров'я погіршується. Упродовж десяти днів, які він перебував у Карагандинській лікарні, надалі служив людям.
Помер 3 грудня 1974 року.

## Беатифікація
16 травня 2005 року у Ватикані розпочато процес беатифікації отця Владислава Буковинського. Кардинал Франциск Махарський (пол. Franciszek Macharski), архієпископ-митрополит Краківський, скликав історичну комісію у складі:
- професор Уршуля Пєрковска (пол. Urszula Perkowska) — голова комісії;
- о. Вітольд-Йосиф Ковалів (пол. ks. Witold Józef Kowalów);
- с. Анна Бженк (пол. s. Anna Brzęk FC), з ціллю дослідити документи його життя.

10 травня 2006 року о-др. Ян Новак (пол. Jan Nowak) призначений відповідальним за проведення процесу беатифікації.
30 травня 2006 року скликано Дієцезіяльний трибунал у складі:
- кардинал Станіслав Дзівіш (пол. kard. Stanisław Dziwisz) — голова трибуналу;
- о-др. Ян Новак (пол. Jan Nowak) — відповідальний за процес;
- о-др. Анжей Скомбер (пол. ks. dr Andrzej Scąber) — делегат єпископа;
- О. Станіслав Молєндис (пол. ks. Stanisław Molendys;
- о. Ярослав Срока (пол. ks. Jarosław Sroka) — нотаріус.

19 червня 2006 року в митрополичій каплиці в Кракові урочисто розпочався процес беатифікації. Заслухано свідчення більше 100 свідків із п'яти країн: Казахстану, України, Німеччини, Австрії, Польщі.
8 березня закінчився процес на дієцезіяльному рівні.
З 2008 року проводиться збір документів і лікарських свідчень про чудо за заступництвом о.Владислава Буковинського.
6 лютого 2009 року видано декрет про правомірність дієцезіяльного процесу, а 2012 року його відправлено в Конгрегацію в справах святих у Римі разом з Описом (лат. Positio) його життя, діяльності, героїчності його гідності й славі його святості.
22 січня папа Франциск уповноважив Конгрегацію у справах святих опублікувати декрет про героїчність гідності Слуги Божого.
14 грудня 2015 року затверджено декрет про важність чуда, яким було оздоровлення о. Маріуша Ковальського (пол. ks. Mariusz Kowalski) після крововиливу у мозок.
11 вересня 2016 року проголошений блаженним. Звершив його беатифікацію папський легат, префект Конгрегації у справах канонізацій, кардинал Анджело Амато, під час урочистої Меси в карагандинській катедрі Матері Божої Фатімської — Матері всіх народів.
Після Акту покути єпископ Караганди Аделіо Делль'оро повторив перед кардиналом Амато прохання, яке раніше було скероване до Святішого Отця, про беатифікацію шановного Слуги Божого. Представили життєпис кандидата на вівтар.
Папський легат латиною урочисто зачитав апостольського листа з рішенням Папи Римського:
|  | Приймаючи прагнення нашого брата, єпископа, ординарія Караганди Аделіо Делль’Оро, а також багатьох інших співбратів у єпископстві та вірних, після отримання думки Конгрегації у справах канонізацій, нашою апостольською владою дозволяємо, щоби вельмишановний Слуга Божий о. Владислав Буковинський віднині звався блаженним, а його свято нехай відзначається, згідно з приписами права, 20 червня кожного року |

Уперше було публічно віддано шану о. Буковинському, чий образ вивісили в катедрі. До пресвітерію внесли реліквії о. Владислава.

Беатифікація Владислава Буковинського

- Файл:Беатифікація Владислава Буковинського 1.jpg
- Файл:Беатифікація Владислава Буковинського 2.jpg
- Файл:Беатифікація Владислава Буковинського 3.jpg
- Файл:Беатифікація Владислава Буковинського 4.jpg
- Файл:Беатифікація Владислава Буковинського 5.jpg
- Файл:Беатифікація Владислава Буковинського 6.jpg
- Файл:Беатифікація Владислава Буковинського 7.jpg
- Файл:Беатифікація Владислава Буковинського 8.jpg
- Файл:Беатифікація Владислава Буковинського 9.jpg

## Публікації

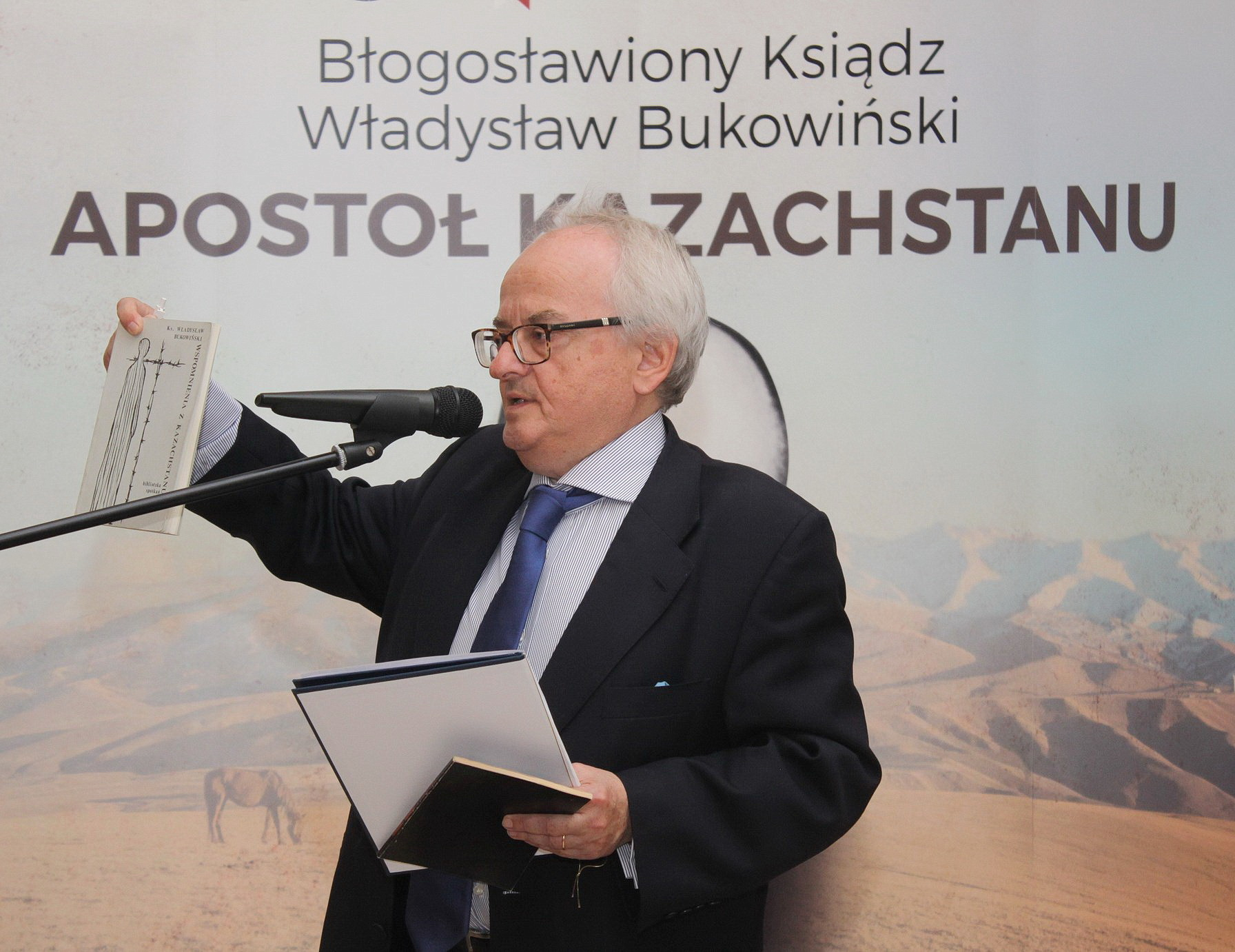
Пйотр Єглінський (Piotr Jegliński) на презентації книги о. Владислава Буковинського "Wspomnienia z Kazachstanu" («Спогади з Казахстану») у Варшаві

о. Владислав Буковинський залишив після себе декілька праць.

### Видання на польській мові
- Ks. Władysław Bukowiński. Do moich przyjaciół: fragmenty spuścizny piśmienniczej. (До моїх друзів: фрагменти літературної спадщини)
- Ks. Władysław Bukowiński. Wspomnienia z Kazachstanu. (Спогади з Казахстану)
- Ks. Władysław Bukowiński. Historia nauczycielką życia: (historia Polski pisana w łagrze). (Історія вчительки життя: (Історія Польщі написана в таборі))
- Ks. Władysław Bukowiński. Wybór wspomnień i informacji dla moich przyjaciół. (Вибірка спогадів і інформації для моїх друзів)
- Ks. Władysław Bukowiński. Listy. (Листи)

## Молитва за заступництвом блаженного Владислав Буковинського
|  | Боже Отче, Ти доручив своєму слузі отцю Владиславу душпастирське служіння навіть у тюрмах і таборах, обдаровуючи його глибокою вірою, відвагою та всепрощаючою любов'ю, уділи й мені цих дарів, необхідних для життя за Євангелієм у сучасному світі. Заради свого слуги почуй мою молитву і обдаруй мене благодаттю, якої я так потребую. Через Христа, Господа нашого. Амінь. |

## Відзнаки

Золотий Хрест за Заслуги з мечамиЗолотий Хрест за Заслуги з мечами
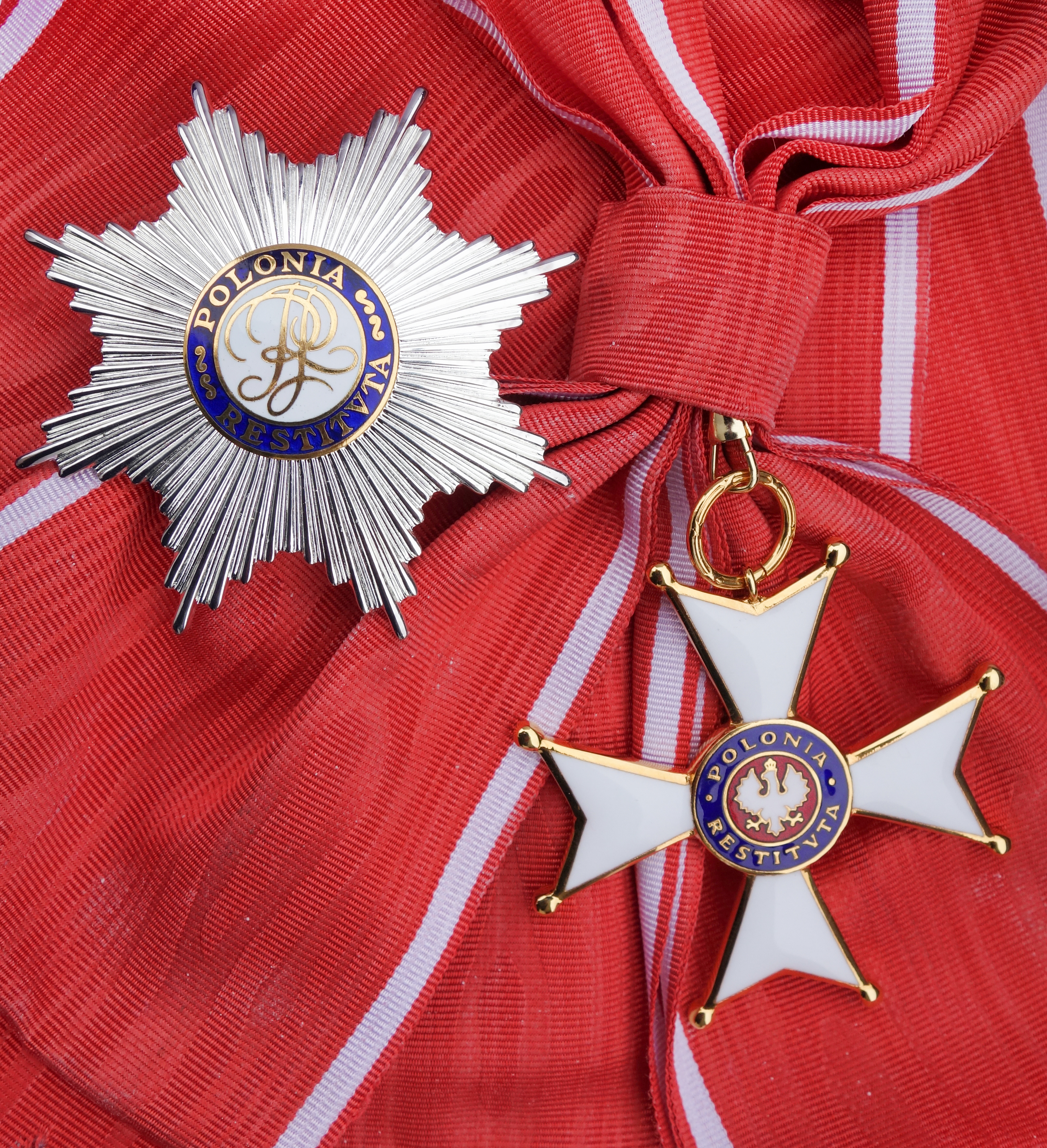
Командорський Хрест Відродження Польщі з Зіркою Ордену Відродження Польщі

1944 року за допомогу в'язням і втікачам отримав «Золотий Хрест за Заслуги з Мечами» (пол. Złoty Krzyż Zasługi z Mieczami).
29 червня 2011 року постановою президента Польщі Броніслава Коморовського нагороджений, посмертно, Командорським Хрестом Відродження Польщі з Зіркою Ордену Відродження Польщі (пол. Krzyżem Komandorskim z Gwiazdą Orderu Odrodzenia Polski) за заслуги в розвитку польської культури і сприяння польському населенню в Казахстані, Киргизстані і Таджикистані.